# バラの香りを
『バラの香りを』（ばらのかおりを、原題:  Stop And Smell The Roses ）は、リンゴ・スターが1981年11月に発表した8枚目のスタジオ・アルバムである。
1994年にCDで再リリースされ、ボーナス・トラック6曲が収録された。

## 解説

### 制作に至る経緯
元ビートルズということで大きな期待をもって大手レコード会社に迎えられたスターだったが、アメリカのアトランティック・レコードからは移籍2作目の『ウィングズ〜リンゴ IV』が全米最高位162位に終わると早々に見切りをつけられ、イギリスのポリドール・レコードからは3作目の『バッド・ボーイ』がチャートインを逃したのを受けて契約解除されてしまった。
1980年5月、映画で共演したバーバラ・バックと交際を始めたスターは、第33回カンヌ国際映画祭を訪れていた元ビートルズのポール・マッカートニーと妻リンダにホテルで会った。心機一転を図ろうと考えていたスターは、マッカートニーに次のアルバムのために曲の提供やレコーディング・セッションへの参加、さらにプロデュースを依頼した。折しもウイングスの活動を休止していたマッカートニーは快諾した。これをきっかけに、元ビートルズのバンドメイトや有名ミュージシャンに次々と依頼していった。

### レコーディング
最初のセッションは1980年7月11日から21日まで、マッカートニーが手配したフランスのスーパー・ベア・スタジオで行われた。マッカートニー夫妻とウイングスのローレンス・ジューバーが参加し、マッカートニーが作曲した「プライベート・プロパティ」と「アテンション」、カール・パーキンスのカバー「シュア・トゥ・フォール」、そしてスター自身が作曲した「ユー・キャント・ファイト・ライトニング」の4曲を録音した。
7月27日、スターはバックと共にロサンゼルスに飛ぶと、8月11日からハリウッドのデボンシャー・サウンド・スタジオでレコーディングを続けた。このセッションにはスティーヴン・スティルスが参加、「ユー・ガット・ア・ナイス・ウェイ」を作曲、プロデュースを行った。
9月4日、レコーディング・セッションはチェロキー・スタジオに移動した。9月23日、ローリング・ストーンズのロン・ウッドが合流し、「デッド・ギバアウェイ」を共同作曲・共同プロデュースした。9月25日にはオージェイズのカバー「ブランディー」もレコーディングした。11月には長年の友人であるハリー・ニルソンも参加し「ドラムは恋人」を提供、アルバムタイトル曲を共作、プロデュースを行った。
11月10日、ティッテンハースト・パークの自宅に戻ってきたスターは、ジョージ・ハリスンに電話をかけ、アルバムへの参加を依頼した。7月にマッカートニーとのセッション後、スターは残りの元バンドメイトとのコラボレーションを熱望していた。11月19日から25日まで、ヘンリー・オン・テムズのフライアー・パークにあるハリスンのスタジオでレコーディングを行った。ハリソンはスターに「ラック・マイ・ブレイン」を提供し、スー・トンプソンの「 ユー・ビロング・トゥ・ミー」のカバー・バージョンも制作した。
11月26日、スターはニューヨークへ飛び、久しぶりにジョン・レノンと会った。当時レノンはアルバム『ダブル・ファンタジー』で音楽界に復帰を果たしており、スターとの再会も喜んでいた。レノンは「ノーバディ・トールド・ミー」とスターのために特別に書き下ろしたカントリー調の「ライフ・ビギンズ・アット・フォーティー」のデモ・テープを渡した。レノンのプロデュースによるこれらの曲のレコーディングを年明け1月14日に行うことを約束して二人は別れた。しかしこの約束が果たされることは永遠になかった。
11月30日、バハマのコンパス・ポイント・スタジオで、スターとニルソン、エンジニアのポール・ジャービスは、7月のセッションのテープを確認した。12月1日、スターは「ユー・キャント・ファイト・ライトニング」のヴォーカルを録音し、その後2日間、ジャービスとアルバムのミキシングを行った。12月4日には「バック・オフ・ブーガルー」のリメイクにボーカルを加えた。その後、スターはバックと共にバハマで休暇を楽しんでいた。
12月8日、レノンが銃撃されて亡くなった。突然の訃報にスターは大きなショックを受けたが、すぐにニューヨークへ戻り、オノ・ヨーコのもとを訪問した。暫く喪に服した後、レノンとセッションを行う予定だった1981年1月14日、ウッドと共にチェロキー・スタジオでレコーディングを再開した。ただ16日までの3日間、レノンからの贈り物をレコーディングすることはなかった。さらに1月20日から2月12日まで最終的なセッションを行い、「デッド・ギバウェイ」「ウェイク・アップ」「ブランディー」「ユー・ビロング・トゥ・ミー」「ラック・マイ・ブレイン」が完成した。
2月13日、バハマでアルバムに収録する10曲の最終ミックスを行い、この時点で『キャント・ファイト・ライトニング』と名付けられていたアルバムが完成した。収録曲は以下の通り。
| #         | タイトル                                                              | 作詞・作曲                                     | プロデューサー           | 時間  |
| --------- | --------------------------------------------------------------------- | ---------------------------------------------- | ------------------------ | ----- |
| 1.        | 「アテンション」(Attention)                                           | ポール・マッカートニー                         | ポール・マッカートニー   | 3:20  |
| 2.        | 「プライベート・プロパティ」(Private Property)                        | ポール・マッカートニー                         | ポール・マッカートニー   | 2:44  |
| 3.        | 「ユー・ガット・ア・ナイス・ウェイ」(You've Got A Nice Way)           | スティーヴン・スティルス、マイケル・スターギス | スティーヴン・スティルス | 3:33  |
| 4.        | 「ウェイク・アップ」(Wake Up)                                         | リチャード・スターキー                         | スティーヴン・スティルス | 3:45  |
| 5.        | 「ユー・キャント・ファイト・ライトニング」(You Can't Fight Lightning) | リチャード・スターキー                         | ポール・マッカートニー   | 5:41  |
| 合計時間: | 合計時間:                                                             | 合計時間:                                      | 合計時間:                | 19:03 |

| #         | タイトル                                                    | 作詞・作曲                                                     | プロデューサー                | 時間  |
| --------- | ----------------------------------------------------------- | -------------------------------------------------------------- | ----------------------------- | ----- |
| 1.        | 「ラック・マイ・ブレイン」(Wrack My Brain)                  | ジョージ・ハリスン                                             | ジョージ・ハリスン            | 2:21  |
| 2.        | 「デッド・ギバウェイ」(Dead Giveaway)                       | リチャード・スターキー、ロン・ウッド                           | ロン・ウッド 、リンゴ・スター | 4:28  |
| 3.        | 「ブランディー」(Brandy)                                    | ジョセフ・B・ジェファーソン、チャールズ・シモンズ              | ロン・ウッド 、リンゴ・スター | 4:08  |
| 4.        | 「ユー・ビロング・トゥ・ミー」(You Belong To Me)            | ピー・ウィー・キング、チルトン・プライス、レッド・スチュワート | ジョージ・ハリスン            | 2:09  |
| 5.        | 「バラの香りを」(Stop And Take The Time To Smell The Roses) | リチャード・スターキー、ハリー・ニルソン                       | ハリー・ニルソン              | 3:08  |
| 合計時間: | 合計時間:                                                   | 合計時間:                                                      | 合計時間:                     | 16:14 |

### リリース
アルバム『キャント・ファイト・ライトニング』は、アメリカでは前作『バッド・ボーイ』同様にCBSレコード系列のポートレイト・レコードから1981年4月に発売される予定だった。アルバムの出来栄えに手ごたえを感じていたスターがアメリカ以外での販売と強力なプロモーションも要求した。ところがCBS側は近年のスターの作品のセールス状況から売り上げが見込めないと判断し拒否したため、ポートレイトを離れた。
8月にやっとカサブランカ・レコードの創立者ニール・ボガートが新たに設立したボードウォーク・レコードと契約し、イギリスでの販売についてはRCAレコードと契約した。
リリースにあたり、ボガートの助言に従って「ウェイク・アップ」、「ユー・キャント・ファイト・ライトニング」、「ブランディー」の3曲は「ドラムは恋人」、「シュア・トゥ・フォール」、「バック・オフ・ブーガルー」に差し替えられた。これに伴ってアルバム名も『バラの香りを』に改題され、ジャケット・デザインも変更された。
8月24日にロンドンに戻ると、9月16日と17日にサリー州のエガム飛行場で、スターは「ラック・マイ・ブレイン」と「バラの香りを」のテレビ用のプロモーション・ビデオ・クリップをいずれもマーカス・キーフの監督で撮影した。18日にはロンドンで『ラック・マイ・ブレイン』の室内撮影が行われ、翌日には編集が行われた。
アルバムのプロモーションは、アメリカでのリリース前日の10月26日にロサンゼルスのラジオ局KLOSでのインタビューから始まった。翌日、ABCのテレビ番組『グッドモーニング・アメリカ』に出演し、29日にはバッファローのラジオ局WBENの番組に出演した。このようにスターはプロモーションのために精力的にインタビューに応じ、それは1ヶ月余り続いた。12月2日にはロサンゼルスでキャピタル・ラジオ 、12日には、ニュー・ミュージカル・エクスプレス 、その2日後には再びWBENのラジオインタビューに出演した。また「ラック・マイ・ブレイン」のビデオ・クリップが、イギリスのテレビ・トーク・ショー『パーキンソン』で12日に放映された。
アルバム『バラの香りを』は10月27日にアメリカで発売された。同時に発売されたシングル「ラック・マイ・ブレイン」がヒット、ビルボード・ホット100で5年ぶりにチャート・インし、38位を記録した。アルバムもビルボード200で98位を記録し、『グッドナイト・ウィーン』以来の最大の商業的成功となった。一方、イギリスではシングルが11月13日に発売され、アルバムは11月21日に発売されたが、これまで同様にどちらもチャート・インしなかった。
1982年1月13日、アメリカで「プライベート・プロパティ」がセカンド・シングルとしてリリースされた。マッカートニーはスター夫妻出演のプロモーション短編映画『ザ・クーラー』を制作して後押しをしたが、チャート・インすることはなかった。
スターにメディアへの影響力と商業的な価値を見出せなくなったRCAはイギリスでの販売契約を打ち切り、ボードウォークもボガートが5月に亡くなっためアメリカでの販売契約を打ち切った。このため、次作『オールド・ウェイブ』を以ってスターはソロになって初めてレーベルとのレコーディング契約がなくなり、1989年から始まったオールスター・バンドによるライブ活動で再び注目されるまで、イギリスでもアメリカでも、彼と契約しようとするレコード会社は現れなかった。
1994年8月22日、『バラの香りを』は6曲のボーナス・トラックを加えて、キャピタル/EMIのリイッシュー専門レーベル、ライトスタッフ・レコードから『オールド・ウェイブ』と共にアメリカでCDとして再発された。2023年4月にはリイッシュー専門レーベル、カルチャー・ファクトリーからボーナス・トラックも含めてハイレゾ・リマスター音源を用いて再発された。また11月には、限定イエロー・ビニール・アナログ盤（ボーナス・トラックは含まない）が発売される予定である。

## アートワーク
アルバムのアート・ディレクションはジョン・コッシュが担当した。スターがニューヨーク市警察の制服を着てバラの花束を持っているジャケット写真はアーロン・ラポポートが撮影した。アメリカ盤のジャケットはスクラッチするとバラの香りがする加工がされていた。
なお、元々のアルバム『キャント・ファイト・ライトニング』のアート・ディレクションはトム・ウィルクスが担当していた。ジャケット写真は1981年2月11日、ロサンゼルスのグリフィス天文台でモシャ・ブラカが撮影した。テーマが「ライトニング（稲妻）」だったので、スターは頭から稲妻が出ているように見える電気装置の前に立ち、「フランケンシュタイン」のような風貌の写真を撮らせた。この写真にインスピレーションを受けたスターは、急にアルバム・タイトルを『リンゴスタイン』に変更したいと言い出した。結局、却下されたが、これもレコード会社と対立する一因となってしまった。この写真は後にトリミングされて、ライノ・エンタテインメントから1989年にリリースされたスターのベストアルバムのジャケットに転用された。

## 収録曲

### オリジナル・アナログ・LP
| #         | タイトル                                                    | 作詞・作曲                               | プロデューサー         | 時間  |
| --------- | ----------------------------------------------------------- | ---------------------------------------- | ---------------------- | ----- |
| 1.        | 「プライベート・プロパティ」(Private Property)              | ポール・マッカートニー                   | ポール・マッカートニー | 2:44  |
| 2.        | 「ラック・マイ・ブレイン」(Wrack My Brain)                  | ジョージ・ハリスン                       | ジョージ・ハリスン     | 2:21  |
| 3.        | 「ドラムは恋人」(Drumming Is My Madness)                    | ハリー・ニルソン                         | ハリー・ニルソン       | 3:29  |
| 4.        | 「アテンション」(Attention)                                 | ポール・マッカートニー                   | ポール・マッカートニー | 3:20  |
| 5.        | 「バラの香りを」(Stop And Take The Time To Smell The Roses) | リチャード・スターキー、ハリー・ニルソン | ハリー・ニルソン       | 3:08  |
| 合計時間: | 合計時間:                                                   | 合計時間:                                | 合計時間:              | 15:02 |

| #         | タイトル                                          | 作詞・作曲                                                     | プロデューサー                | 時間  |
| --------- | ------------------------------------------------- | -------------------------------------------------------------- | ----------------------------- | ----- |
| 1.        | 「デッド・ギバアウェイ」(Dead Giveaway)           | リチャード・スターキー、ロン・ウッド                           | ロン・ウッド 、リンゴ・スター | 4:28  |
| 2.        | 「 ユー・ビロング・トゥ・ミー」(You Belong To Me) | ピー・ウィー・キング、チルトン・プライス、レッド・スチュワート | ジョージ・ハリスン            | 2:09  |
| 3.        | 「シュア・トゥ・フォール」(Sure to Fall)          | カール・パーキンス、ビル・カントレル、クイントン・クローンチ   | ポール・マッカートニー        | 3:42  |
| 4.        | 「ナイス・ウェイ」(You've Got A Nice Way)         | スティーヴン・スティルス、マイケル・スターギス                 | スティーヴン・スティルス      | 3:33  |
| 5.        | 「バック・オフ・ブーガルー」(Back Off Boogaloo)   | リチャード・スターキー                                         | ハリー・ニルソン              | 3:16  |
| 合計時間: | 合計時間:                                         | 合計時間:                                                      | 合計時間:                     | 17:08 |

### 1994年再発盤
| #         | タイトル | 作詞・作曲                                                     | 時間  |
| --------- | --- | -------------------------------------------------------------- | ----- |
| 1.        | 「プライベート・プロパティ」(Private Property)                                                                             | ポール・マッカートニー                                         | 2:44  |
| 2.        | 「ラック・マイ・ブレイン」(Wrack My Brain)                                                                                 | ジョージ・ハリスン                                             | 2:21  |
| 3.        | 「ドラムは恋人」(Drumming Is My Madness)                                                                                   | ハリー・ニルソン                                               | 3:29  |
| 4.        | 「アテンション」(Attention)                                                                                                | ポール・マッカートニー                                         | 3:20  |
| 5.        | 「バラの香りを」(Stop And Take The Time To Smell The Roses)                                                                | リチャード・スターキー、ハリー・ニルソン                       | 3:08  |
| 6.        | 「デッド・ギバアウェイ」(Dead Giveaway)                                                                                    | リチャード・スターキー、ロン・ウッド                           | 4:28  |
| 7.        | 「ユー・ビロング・トゥ・ミー」(You Belong To Me)                                                                           | ピー・ウィー・キング、チルトン・プライス、レッド・スチュワート | 2:09  |
| 8.        | 「シュア・トゥ・フォール」(Sure to Fall)                                                                                   | カール・パーキンス、ビル・カントレル、クイントン・クローンチ   | 3:42  |
| 9.        | 「ナイス・ウェイ」(You've Got A Nice Way)                                                                                  | スティーヴン・スティルス、マイケル・スターギス                 | 3:33  |
| 10.       | 「バック・オフ・ブーガルー」(Back Off Boogaloo)                                                                            | リチャード・スターキー                                         | 3:16  |
| 11.       | 「ウェイク・アップ」(Wake Up)                                                                                              | リチャード・スターキー                                         | 3:45  |
| 12.       | 「レッド・アンド・ブラック・ブルース」(Red And Black Blues)                                                                | レーン・ティートゲン                                           | 3:20  |
| 13.       | 「ブランディー」(Brandy)                                                                                                   | ジョセフ・B・ジェファーソン、チャールズ・シモンズ              | 4:08  |
| 14.       | 「バラの香りを（オリジナル・ボーカル・ヴァージョン）」(Stop And Take The Time To Smell The Roses (Original Vocal Version)) | リチャード・スターキー、ハリー・ニルソン                       | 3:09  |
| 15.       | 「ユー・キャント・ファイト・ライトニング」(You Can't Fight Lightning)                                                      | リチャード・スターキー                                         | 5:41  |
| 16.       | 「ハンド・ガン・プロモス」(Hand Gun Promos)                                                                                | リチャード・スターキー                                         | 2:03  |
| 合計時間: | 合計時間: | 合計時間:                                                      | 54:16 |

## 参加ミュージシャン
※トラック・ナンバーは再発盤CDに準拠。
| - リンゴ・スター – ボーカル、ドラムス、パーカッション - ポール・マッカートニー – ベース・ギター (#1, 4, 8)、ピアノ (tracks 1, 4, 8)、バッキング・ボーカル (#1, 4, 8) - ジョージ・ハリスン – アコースティック・ギター、リード・ギター、バッキング・ボーカル (#2) - ロン・ウッド – ギター、アコースティック・ベース・ギター、サクソフォーン、キーボード、バッキング・ボーカル (#6, 13) - レイ・クーパー – ピアノ、パーカッション、ボコーダー、バッキング・ボーカル (#2, 7) - デニス・バディミール – ギター (#3, 5, 10) - ジェフ・バクスター – ギター (#6, 13) - スティーヴン・スティルス – リード・ギター (#9, 11, 12) - マイケル・ステルギス – リズム・ギター (#9, 11, 12) - フレッド・タケット – ギター (#3, 5, 10)、バンジョー (#5) - ローレンス・ジューバー – アコースティック・ギター (#1, 4, 8) - リッチー・ジトー – ギター (#3, 5, 10) - アル・クーパー – エレクトリック・ピアノ、エレクトリック・ギター (#2, 7) - デニス・ベルフィールド – ベース・ギター (#3, 5, 10) - ウィルトン・フェルダー – ベース・ギター (#6, 13) - ハーレー・トンプソン – ベース・ギター (#9, 11, 12) - ハービー・フラワーズ – ベース・ギター、チューバ (#2, 7) | - ロイド・グリーン – ペダル・スティール・ギター (#1, 4, 8) - ジェーン・ゲッツ – ピアノ (#3, 5, 10) - マイク・フィネガン – ピアノ、オルガン (#9, 11, 12) - グレッグ・マティソン – ピアノ (#6, 13) - ジョー・サンプル – ピアノ (#6, 13) - ジム・ケルトナー – ドラムス、パーカッション (#3, 5, 10) - ジョー・ララ – パーカッション (#3, 5) - ハウイー・ケイシー – サクソフォーン (#1, 4, 8) - ジム・ゴードン – バリトン・サクソフォーン (#3,10) - ジェリー・ジュモンビル – テナー・サクソフォーン (#3) - ブルース・ポールソン – トロンボーン (#3) - リー・ソーンバーグ – トランペット (#3) - リック・リッチョ – フルート (#3)、バッキング・ボーカル (#3) - シーラ・ケーシー – バッキング・ボーカル(#1,4,8) - リンダ・マッカートニー – バッキング・ボーカル (#1,4,8,15) - ハリー・ニルソン – バッキング・ボーカル(#3, 5, 10, 14) - レズリー・リヴラーノ・パリサー – バッキング・ボーカル - バーバラ・バック – マラカス (#15) |

## 『ザ・クーラー』
『ザ・クーラー』（原題:  The Cooker ）は、1982年に制作、発表されたリンゴ・スター主演の短編映画である。第35回カンヌ国際映画祭の短編映画部門にイギリスから正式出品された。

### 解説

#### 制作に至る経緯
1981年12月、スターのアルバム『バラの香りを』は、アメリカではシングル「ラック・マイ・ブレイン」とともに久々のヒットをしていたが、母国イギリスではクリスマス時期のリリースにもかかわらず、売れ行きが伸び悩んでいた。
自らもアルバム制作に関わっていたマッカートニーは、提供曲「プライベート・プロパティ」がアメリカでセカンド・シングルとしてリリースされることになった機会に、現状の打開を狙い、アルバムのプロモーション用に短編映画の制作することを思い立った。

#### 制作
制作はマッカートニーの会社MPLコミュニケイションズが行い、監督には当時ミュージック・ビデオ監督として評価が高まり始めていた、元10ccのゴドレイ&クレームを起用。撮影は1982年1月13日から18日まで、ロンドンのエワート・テレビジョン・スタジオで行われた。
マッカートニーの構想によるこの映画は、1963年公開のアメリカ映画『大脱走』を中心に、1955年公開のイギリス映画『プリズナー』、そして1973年公開のアメリカ映画『ウエストワールド』の要素が含まれたサイコドラマのようなスタイルになっている。
劇中ではマッカートニーがプロデュースした楽曲、「プライベート・プロパティ」「シュア・トゥ・フォール」「アテンション」の3曲が使用されている。
「クーラー」は1982年5月14日から26日まで開催された、第35回カンヌ国際映画祭の短編映画部門に英国から正式出品され、5月24日に上映された。

#### ストーリー
女性刑務官だけが管理する砂漠の中の収容所。そこに送られてきた主人公の囚人は様々な手段で繰り返し脱獄を図るが、いずれも失敗し「クーラー」と呼ばれている独房に放り込まれる。暑さのためか、やがて彼は精神状態を急速に悪化させ、自分の境遇や妖しい魅力を持った収容所長との奇妙な関係について幻覚を見るのだった。

#### 出演者
- 囚人（元カウボーイ）：リンゴ・スター
- 収容所長：バーバラ・バック
- 囚人、カウボーイの父親、カントリー＆ウェスタンバンドのベース奏者（一人3役）：ポール・マッカートニー
- 刑務官：リンダ・マッカートニー
- 囚人：ベン・ジョージ[38]